# Palatul Beör
Palatul Beör din Sfântu Gheorghe (în maghiară Beör-palota) este o clădire cu două etaje situată în centrul Sfântu Gheorghe (la colțul străzii Kossuth Lajos și a străzii Martinovics Ignác). Și-a primit numele de la familia nobiliară transilvană Beör, care datează din secolul al XIX-lea. De la sfârșitul secolului al XIX-lea a fost reședința naționalizării românești. În prezent găzduiește un sediu al partidului, un birou de reprezentare, un birou al senatorilor, un birou al statutului și un muzeu.

## Istorie
Palatul Beör a fost construit în jurul anului 1890 în stil neoclasic ca reședință a familiei Beör. Beörok a administrat palatul până la naționalizarea românească.
Mult timp după naționalizare, el a funcționat ca cabinet medical și apoi a găzduit birourile organizațiilor neguvernamentale.
Între 2004 și 2008, a fost sediul televiziunii din Sepsiszentgyörgy, dar după încetarea acestuia a rămas fără o funcție.
Din 2009, sediul județean al UDMR este aici.
Renovarea structurală a clădirii a fost efectuată de către orașul Sepsiszentgyörgy până în 2010.
La subsolul clădirii a fost deschisă pe 23 aprilie 2014 Casa memorială pentru victimele dictaturii comuniste

## Descriere
Stilul său este neoclasic, Art Nouveau împrăștiat. Culoarea sa era inițial portocalie, dar odată cu reparația i s-a dat culoarea florii de piersic cunoscută astăzi. Clădirea cu două etaje nu are intrare pe stradă, puteți intra doar din curtea interioară. Are, de asemenea, un balcon, dar doar orientat spre curte.

## Funcție
- birou,
- sediul UDMR,
- Casa memorială pentru victimele dictaturii comuniste.